# Otto Lerche
Otto baron Lerche(-Lerchenborg) (født 19. august 1873 på Lerchenborg, død 4. marts 1953 i Hellerup) var en dansk civilingeniør og erhvervsmand, bror til lensgreve Christian Lerche-Lerchenborg og Flemming Lerche.

## Biografi
Han var søn af kammerherre, lensgreve Christian Albrecht Lerche og hustru Cornelia født Tillisch, blev student fra Roskilde Katedralskole 1890 og cand.polyt. fra Polyteknisk Læreanstalt 1898. Han var medindehaver af ingeniørfirmaet Fr. Johannsen & Joh. Saabye 1901-03, af firmaet J. Saabye & O. Lerche 1903, efter firmaets omdannelse til aktieselskab 1938 direktør og næstformand i bestyrelsen for dette og adm. direktør og formand i bestyrelsen 1946.
Medlem af den dansk-svenske gruppe for bygning af jernbaner og havne i Tyrkiet og af Den Transiranske Jernbane, medlem af direktionen for A/S Kryolith Mine og Handels-Selskabet, medlem af bestyrelsen og kommitteret i direktionen for A/S Kryolitselskabet Øresund, formand i bestyrelsen for A/S Kastrup Maskinfabrik. Han var Ridder af Dannebrog og Dannebrogsmand og ridder af Nordstjerneordenen.
Han blev gift 8. februar 1930 med grevinde Else Schack født Grundtmann (1898-1985), som tidligere var gift med Erik H. Schack.